# Skalná (nádraží)
Skalná je dopravna D3 nacházející se na trati Tršnice – Luby u Chebu ve městě Skalná v okrese Cheb.

## Popis
Stanice byla otevřena v roce 1900. Nachází se zde celkem dvě dopravní koleje. Jsou zde dvě nástupiště s pevnou hranou. Budova stanice je pro veřejnost uzavřena, nejsou zde žádné služby ani informační tabule či rozhlas.[zdroj?]